# 4435 Holt
A 4435 Holt (ideiglenes jelöléssel 1983 AG2) egy marsközeli kisbolygó. Carolyn Shoemaker fedezte fel 1983. január 13-án.